# Юл Молдауер
Юл Молдауер (англ. Yul Moldauer, нар. 26 серпня 1996 року, Сеул, Південна Корея)— американський гімнаст. Бронзовий призер чемпіонату світу у вільних вправах. Учасник Олімпійських ігор 2020.

## Біографія
Народився Сеулі, Південна Корея. До року був усиновлений американським подружжям Петером та Орсою Молдауерами. При народженні отримав ім'я Кунг-Тай, однак нова родина через замалу кількість волосся вирішила назвати його Юлом на честь лисого актора Юла Бріннера. Був хворобливою та нервовою дитиною, але усі проблеми завершились з початком тренування в секції спортивної гімнастики.
Здобув освіту з комунікації в університеті Оклахоми.

## Спортивна кар'єра
Спортивною гімнастикою займається з семи років.

#### 2021
На олімпійських випробовуваннях посів друге місце в багатоборстві з результатом 168,600 балів. Відібрався до команди США на Олімпійських іграх в Токіо, Японія.

#### 2025
В січні повідомив, що Антидопінгове агентство США відсторонило спортсмена на 16 місяців через порушення процедури інформування про місце перебування. Спортсмен з відстороненням погодився та відмовився від апеляції. Завершення відсторонення припадає на січень 2026 року.

## Результати на турнірах
| Рік  | Змагання                   | КБ | ІБ | Вільні вправи | Кінь | Кільця | Опорний стрибок | Паралельні бруси | Перекладина |
| ---- | -------------------------- | -- | -- | ------------- | ---- | ------ | --------------- | ---------------- | ----------- |
| 2017 | American Cup               |    | 1  |               |      |        |                 |                  |             |
| 2017 | Чемпіонат світу            |    | 7  | 3             |      |        |                 |                  |             |
| 2018 | American Cup               |    | 1  |               |      |        |                 |                  |             |
| 2018 | Чемпіонат світу            | 4  | 14 | 4             |      |        |                 |                  |             |
| 2019 | American Cup               |    | 1  |               |      |        |                 |                  |             |
| 2019 | Чемпіонат світу            | 4  | 16 |               |      |        |                 |                  |             |
| 2021 | Чемпіонат США              |    | 2  | 3             |      | 3      |                 | 1                |             |
| 2021 | Олімпійські випробовування |    | 2  | 3             | 2    | 3      |                 | 1                |             |
| 2021 | Олімпійські ігри           | 5  |    | 6             |      |        |                 |                  |             |
| 2021 | Чемпіонат світу            |    | 4  |               |      |        | 5               |                  |             |
| 2023 | Чемпіонат світу            | 3  |    |               |      |        | 8               |                  |             |